# Ulf-Guido Schäfer
Ulf-Guido Schäfer (* 1969) ist ein deutscher Klarinettist, Arrangeur und Musikpädagoge.

## Leben
Schäfer studierte an der Hochschule für Musik, Theater und Medien Hannover Klarinette bei Hans Deinzer. Er war Preisträger des Deutschen Musikwettbewerbs und Mitglied der Bundesauswahl Konzerte Junger Künstler. Von 1989 bis 1994 war er Erster Soloklarinettist der Deutschen Kammerphilharmonie Bremen, seither gehört er in gleicher Funktion der NDR Radiophilharmonie an.
Als Soloklarinettist trat Schäfer international unter der Leitung von Dirigenten wie Heinrich Schiff, Jiří Bělohlávek, Eiji Ōue und Paavo Berglund auf. Als Kammermusiker ist er u. a. im ensemble acht, im Trio Rosenau, im Arte-Ensemble des NDR und im Ma‘alot Quintett aktiv, mit dem er vier Erste Preise u. a. beim Internationalen Musikwettbewerb der ARD gewann.
Erfolgreich ist Schäfer auch als Arrangeur. So entstanden ab 1991 zahlreiche Quintett-Bearbeitungen für das Ma‘alot Quintett, u. a. der drei "Orgelwalzen" Mozarts (CD Berlin Classics 1041-2), des Sextetts op.71 und Oktetts op.103 von Beethoven (CD Berlin Classics 0011292), eine Harmoniemusik zu Mozarts Oper Così fan tutte für Bläserquintett sowie Arrangements von Werken von Astor Piazzollas. Für Bearbeitungen von Werken Antonín Dvořáks und Gioacchino Rossinis wurde er mit zwei Echo-Klassik-Preisen ausgezeichnet.
Aufträge für Arrangements erhielt Schäfer auch vom NDR, dem WDR, dem Rheingau Musik Festival, dem Beethovenfest Bonn, den Niedersächsischen Musiktagen  und vom Scharoun Ensemble. Für das Ensemble Le Concert impromptu schrieb er die Harmoniemusik zu Rossinis Oper La Cenerentola, für das Rosetti-Quintett des Staatstheaters Braunschweig Mozart-Arien für Sopran und Bläserquintett. Populär wurden seine Kindermusiktheaterstücke Papa Haydns kleine Tierschau, Ritter Gluck im Glück und Aschenputtel räumt auf. Seit 2002 unterrichtet er Klarinette und Kammermusik an der Hochschule für Musik, Theater und Medien Hannover.